# 伊戈里夫卡 (布倫區)
51°12′21″N 33°55′31″E / 51.20583°N 33.92528°E
伊霍里夫卡（烏克蘭語：Ігорівка）是位於烏克蘭東北部的村莊，由蘇梅州科諾托普區的布林市鎮負責管轄。該村處於謝伊姆河左岸，分別距離丘馬科韋1.5公里和布倫5公里，海拔高度152米，2001年人口172。